# PVRIS
PVRIS (произносится Paris) — американская поп-рок группа из Лоуэлла (штат Массачусетс), в которую на данный момент входят Линн Ганн и Брайан Макдональд.
Группа сформировалась первоначально под именем Paris, но позже сменила название на PVRIS летом 2013 года по юридическим причинам. Они выпустили одноимённый акустический мини-альбом, прежде чем подписаться на Rise и Velocity Records и выпустили свой сингл «St. Patrick» 24 июня 2014 года а также музыкальное видео на него. Они выпустили свой дебютный альбом White Noise в ноябре 2014 года и специальную версию White Noise 22 апреля 2016 года. 25 августа 2017 года они выпустили свой второй альбом «All We Know Of Heaven, All We Need Of Hell».

## История

### Формирование и ранние работы
Коллектив PVRIS был сформирован в Лоуэлле, штат Массачусетс в 2012 году, и изначально носил название Operation Guillotine. В начале карьеры группа играла металкор и состояла из пяти участников, с Кайлом Энтони в качестве вокалиста. Позже состав изменился и состоял из вокалистки/гитаристки Линн Ганн (урождённая Линдси Ганнулфсен), гитариста Алекса Бабински, басиста Брайана Макдональда и барабанщика Брэда Гриффина. Ранее Бабински играл в группе «I Am the Fallen». 26 марта 2013 года PVRIS выпустили свой одноименый мини-альбом, записанный в жанре пост-хардкор. 26 июля, они официально изменили свое название с «Paris» на «PVRIS» по юридическим причинам. Группа отправилась в The Rise Up Tour, при поддержке A Skylit Drive, концерты проводились в сентябре и октябре. Вскоре после окончания тура они расстались со своим барабанщиком Брэдом Гриффином и продолжили выступать как трио. PVRIS оповестили поклонников, что вскоре они перейдут в студию, чтобы записывать новый материал.

### White Noise (2014—2016)
На следующем альбоме звучание группы резко изменилось, он был записан под влиянием поп-музыки и электронной музыки. Ганн утверждала, что такая перемена в звучании была сделана подсознательно. В июне 2014 года было объявлено, что группа подписала контракт с лейблами Rise и Velocity. Музыкальное видео было выпущено для «St. Patrick» 24 июня, и песня была также выпущена как сингл в тот же день. Группа выступала на разогреве у Mayday Parade в октябре и ноябре в их The Honeymoon Tour. В начале сентября группа выступала с коллективом Emarosa. PVRIS также выступали на Ice Grills 2014 Tour в Японии с 16 сентября 2014 года по 21 сентября 2014 года. В рамках тура Линдси и Брайан играли с A Loss For Words и State Champs в качестве акустической поддержки. 22 сентября 2014 года PVRIS объявили о выпуске своего дебютного альбома «White Noise» 4 ноября 2014 года. На следующий день PVRIS выпустили музыкальное видео для «My House». 6 октября 2014 года PVRIS выпустили «The Room Room Sessions» песни My House. 16 октября 2014 года PVRIS выпустили одноимённый трек «White Noise» с их предстоящего дебютного альбома.

### All We Know of Heaven, All We Need of Hell (2016—2019)
27 июля 2016 года Линн Ганн опубликовала фотографию в своем твиттере, на которой было представлено 45 песен, которые были написаны для второго альбома. PVRIS сыграли свое последнее шоу 2016 года в Summer Sonic Osaka 21 августа. После этого они отправились в город Ютика в северном штате Нью-Йорк, чтобы записать свой второй альбом. 13 февраля 2017 года PVRIS подтвердили сообщение на своей странице на Facebook, что второй альбом был записан. 17 февраля 2017 года PVRIS обновили свою информацию в социальных сетях с новой темой, а также сообщение с римскими цифрами «II XX XVII» или 2 20 17. 20 февраля они объявили о небольшом европейском туре. Линн Ганн написала твит, где говорилось: «О, моя любовь, разве ты не видишь? Новая эра только началась». Она также подтвердила, что фанаты смогут услышать новые песни в европейском туре.
30 апреля 2017 года PVRIS представили свой новый сингл «Heaven» с их нового альбома на Radio 1 Rock Show. 1 мая было объявлено о том, что альбом All We Know of Heaven, All We Need of Hell предположительно выйдет 4 августа. 4 мая и 5 мая 2017 года PVRIS выступили в Лондоне в рамках своего европейского турне и впервые представили песню «Half» в рамках тура в поддержку своего нового альбома. 13 июня PVRIS презентовала свой последний сингл «What’s Wrong» на шоу BBC Radio 1 от Annie Mac в качестве ещё одного дополнения к альбому AWKOHAWNOH.

### Hallucinations, Warner/Reprise Records, Use Me, уход гитариста группы (2019 — настоящее время)
Pvris подписали контракт с Reprise/Warner Records после ухода с лейбла Rise, и 12 июля 2019 года они выпустили новый сингл «Death of Me», как ведущий сингл из нового EP группы, Hallucinations. Трек дебютировал под номером 1 на Kerrang Rock Chart.
16 августа 2019 года группа выпустила новую песню под названием «Hallucinations» в качестве своего второго сингла, в котором группа продолжила продвижение к более танцевальному/EDM-звучанию. На неделе, предшествовавшей выходу сингла, Pvris разослали своим фанатам эксклюзивные виниловые копии сингла. Фронтвумен Линн Ганн позже заявила в Твиттере, что эти винилы были выпущены ограниченным тиражом всего в 500 экземпляров.
19 октября 2019 года Pvris объявили в социальных сетях, что EP Hallucinations, состоящий из 5 треков, будет выпущен 25 октября 2019 года. 8 января 2020 года было объявлено, что Pvris присоединятся к Холзи в её Manic World Tour, выступая на разогреве с Blackbear.
4 марта 2020 года, используя несколько «дразнящих» ссылок в социальных сетях, Pvris анонсировали свой третий альбом Use Me. 4 марта 2020 года группа выпустила песню «Dead Weight» в качестве первого сингла с Use Me, и объявила дату релиза альбома (1 мая). Премьера «Dead Weight» состоялась на шоу BBC Radio 1 Энни Мак и была представлена как «Самая горячая запись в мире». К. Флай сотрудничал с группой на при записи сингла, жанр которого был описан как даркпоп. Клип на «Dead Weight» был снят в Милане, Италия.
8 апреля 2020 года группа объявила, что выпуск Use Me был отложен до 10 июля 2020 года.
26 августа 2020 года PVRIS объявили, что гитарист Алекс Бабински больше не является участником группы из-за обвинений в сексуальных домогательствах.

## Музыкальный стиль
AllMusic писали, что группа «смешала мечтательную электронику с темным роком». Их дебютный EP был описан как пост-хардкор. Альбом White Noise был описан как электро-поп, поп-музыка, пост-хардкор, психоделик, и синти-поп.

## Дискография

### Студийные альбомы
| Название                                   | Информация об альбоме | Высшая позиция в чартах | Высшая позиция в чартах | Высшая позиция в чартах | Высшая позиция в чартах | Продажи                   | Сертификации  |
| Название                                   | Информация об альбоме | US                      | US Alt.                 | AUS                     | UK                      | Продажи                   | Сертификации  |
| ------------------------------------------ | --- | ----------------------- | ----------------------- | ----------------------- | ----------------------- | ------------------------- | ------------- |
| White Noise                                | - Дата выхода: 4 ноября 2014 года - Лейбл: Rise (RISE 249-2) - Формат: Компакт-диск, аудиокассета, интернет-загрузка, винил | 88                      | 6                       | —                       | 55                      | - UK: 40,000 - US: 58,000 | - BPI: Silver |
| All We Know of Heaven, All We Need of Hell | - Дата выхода: 25 августа 2017 года - Лейбл: Rise - Формат: CD, кассета, загрузка, винил                                    | 41                      | 4                       | 12                      | 4                       |                           |               |
| Use Me                                     | - Дата выхода: 10 июля 2020 года - Лейбл: Warner Records - Формат: CD, кассета, загрузка, винил                             |                         |                         |                         |                         |                           |               |

### Мини-альбомы
| Название       | Информация о мини-альбоме                                                                            |
| -------------- | --- |
| Paris          | - Вышел: 26 марта 2013 года - Лейбл: PVRIS - Формат: CD, загрузка                                    |
| Acoustic       | - Вышел: 1 апреля 2014 года - Лейбл: PVRIS - Формат: Кассета, загрузка, винил                        |
| Hallucinations | - Вышел: 25 октября 2019 года - Лейбл: Reprise/Warner Records - Формат: CD, кассета, загрузка, винил |

### Синглы
| Название                           | Год  | Высшая позиция в чартах | Высшая позиция в чартах | Альбом                                     |
| Название                           | Год  | US Alt.                 | US Twitter Top.         | Альбом                                     |
| ---------------------------------- | ---- | ----------------------- | ----------------------- | ------------------------------------------ |
| «St. Patrick»                      | 2014 | —                       | —                       | White Noise                                |
| «St. Patrick (Empty Room Session)» | 2014 | —                       | —                       | Внеальбомный сингл                         |
| «You and I»                        | 2016 | 40                      | 32                      | White Noise                                |
| «Heaven»                           | 2017 | —                       | 26                      | All We Know of Heaven, All We Need of Hell |
| «What’s Wrong»                     | 2017 | —                       | —                       | All We Know of Heaven, All We Need of Hell |
| «Anyone Else»                      | 2017 | —                       | —                       | All We Know of Heaven, All We Need of Hell |
| «Death of Me»                      | 2019 | —                       | —                       | Use Me                                     |
| «Hallucinations»                   | 2019 | —                       | —                       | Use Me                                     |
| «Dead Weight»                      | 2020 | —                       | —                       | Use Me                                     |
| «Gimme a Minute»                   | 2020 | —                       | —                       | Use Me                                     |
| «Use me» feat. 070 Shake           | 2020 | —                       | —                       | Use Me                                     |

### Промосинглы
| Название         | Год  | Альбом                                     |
| ---------------- | ---- | ------------------------------------------ |
| «Half»           | 2017 | All We Know of Heaven, All We Need of Hell |
| «Winter»         | 2017 | All We Know of Heaven, All We Need of Hell |
| «Death of Me»    | 2019 | Hallucinations EP                          |
| «Hallucinations» | 2019 | Hallucinations EP                          |
| «Dead Weight»    | 2020 | Use Me                                     |

### Другие песни
| Название                                        | Год  | Альбом               |
| ----------------------------------------------- | ---- | -------------------- |
| «Mind Over Matter»                              | 2012 | Внеальбомная песня   |
| «Gemini» (featuring Kyle Anthony)               | 2012 | Внеальбомная песня   |
| «Rain» (Love, Robot featuring PVRIS)            | 2013 | Внеальбомная песня   |
| «Follow»                                        | 2013 | Внеальбомная песня   |
| «Chandelier»                                    | 2014 | Punk Goes Pop Vol. 6 |
| «Fire That Burns» (Circa Waves featuring PVRIS) | 2017 | Different Creatures  |
| «alive» (guardin featuring PVRIS)               | 2020 | Upcoming album       |

### Видеоклипы
| Название                                     | Год  | Режиссёр                               |
| -------------------------------------------- | ---- | -------------------------------------- |
| «St. Patrick»                                | 2014 | Рауль Гонзо                            |
| «St. Patrick (The Empty Room Sessions)»      | 2014 | Алекса Сан Роман/Ego Alley Productions |
| «My House»                                   | 2014 | Рауль Гонзо                            |
| «My House (The Empty Room Sessions)»         | 2014 | Алекса Сан Роман/Ego Alley Productions |
| «White Noise (The Empty Room Sessions)»      | 2014 | Алекса Сан Роман/Ego Alley Productions |
| «Eyelids (The Empty Room Sessions)»          | 2014 | [ 32 ]                                 |
| «Holy (The Empty Room Sessions)»             | 2015 | Алекса Сан Роман                       |
| «White Noise»                                | 2015 | Рауль Гонзо                            |
| «Chandelier»                                 | 2015 | Алекс Сан Роман                        |
| «Holy»                                       | 2015 | Рауль Гонзо                            |
| «Fire»                                       | 2015 | Рауль Гонзо                            |
| «Smoke»                                      | 2016 | Рауль Гонзо                            |
| «Ghosts/Let Them In»                         | 2016 | Рауль Гонзо                            |
| «Eyelids»                                    | 2016 | Рауль Гонзо                            |
| «Mirrors»                                    | 2016 | Рауль Гонзо                            |
| «You And I»                                  | 2016 | Рауль Гонзо                            |
| «All We Know of Heaven, All We Need of Hell» | 2017 | Рауль Гонзо и Линдси Ганнулфсен        |
| «Heaven»                                     | 2017 | Рауль Гонзо и Линдси Ганнулфсен        |
| «What’s Wrong»                               | 2017 | Рауль Гонзо и Линдси Ганнулфсен        |
| «Half (Visualette)»                          | 2017 | Рауль Гонзо и Линдси Ганнулфсен        |
| «Winter (Visualette)»                        | 2017 | Рауль Гонзо и Линдси Ганнулфсен        |
| «Anyone Else»                                | 2017 | Рауль Гонзо и Линдси Ганнулфсен        |
| «Death of Me»                                | 2019 | Katharine White                        |
| «Hallucinations»                             | 2019 | YHELLOW                                |
| «Old Wounds»                                 | 2019 | YHELLOW                                |
| «Dead Weight»                                | 2020 | Lorenzo Diego Carrera                  |
| «Gimme a Minute»                             | 2020 | Lorenzo Diego Carrera                  |
| «Use Me» feat. 070 Shake                     | 2020 | Griffin Stoddard                       |

## Участники группы

### Действующий состав
- Линдси «Линн Ганн» Ганнулфсен — вокал, ритм-гитара, клавишные (2012-настоящее время)
- Брайан Макдональд — бас-гитара, клавишные (2012-настоящее время)

### Сессионные участники
- Джастин Нейс — ударные (2014—2020)

### Студио-сессии
- Крис Камрада (White Noise и All We Know of Heaven, All We Need of Hell)

### Бывшие участники
- Брэд Гриффин — ударные, бэк-вокал (2012-13)
- Кайл Энтони — экстрим-вокал (2012)
- Алекс Бабински — соло-гитара, клавишные (2012—2020)